# Drepanoctonus bicinctus
Drepanoctonus bicinctus là một loài tò vò trong họ Ichneumonidae.